# Göta älv
Il Göta älv (letteralmente " il fiume Göta") è un fiume della Svezia, emissario del lago Vänern a Vänersborg.

## Descrizione
Il fiume sfocia nel Kattegat a Göteborg dopo un percorso di 93 km. Tenendo conto del Vänern e del suo principale affluente, il Klarälven, il sistema fluviale presenta una lunghezza di circa 720 km.

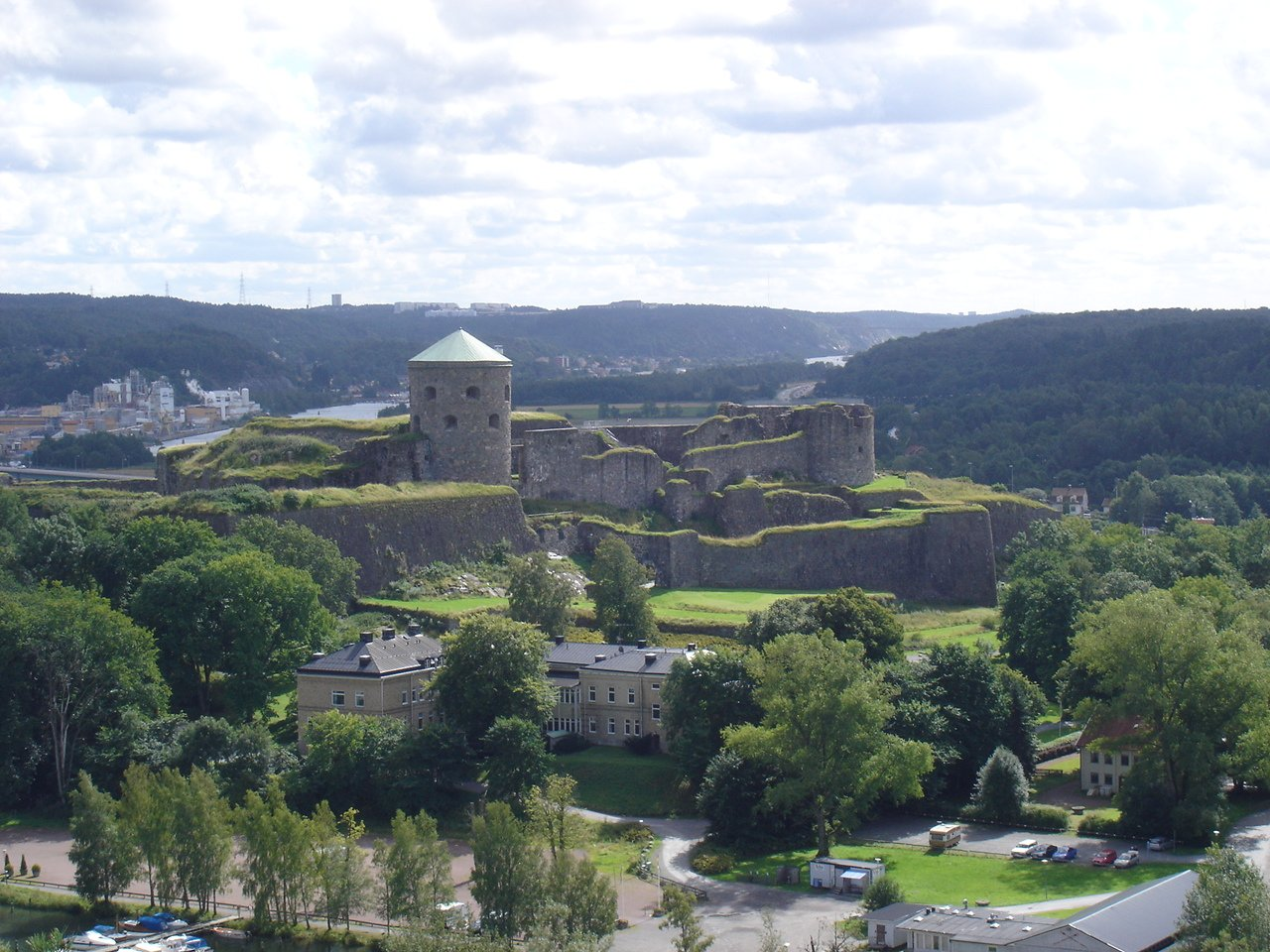
La fortezza di Bohus, a Kungälv

Il fiume ha origine nel lago Vänern (essendo il lago il suo principale affluente), in particolare a Vargön, a est di Vänersborg, a sud di Trollhättan, Lilla Edet, Ale e Kungälv. La fortezza di Bohus si trova sulle rive del fiume, a Kungälv, un luogo in cui il fiume si divide in due (57°52′00″N 11°59′00″E), la parte settentrionale, Nordre Alv (“Fiume del Nord”), e la parte meridionale, che mantiene la denominazione di Göta Alv (noto anche come "ramo di Göteborg"). Entrambi i rami sfociano nel Kattegat, a poco più di un chilometro l'uno dall'altro. Tra di essi si trova l'isola di Hisingen, la quarta isola più grande della Svezia, con una superficie di 199 km².
La portata media all'uscita è di circa 570  m³/s e si teme che la portata massima di 1000 m³/s sia sufficiente. Si ritiene che, in caso di forti precipitazioni, sarebbe necessario aumentare la portata per evitare che l'inondazione del lago Vänern causi gravi danni. In passato si pensava che un caso del genere non si sarebbe verificato, ma nel 2001 il lago è esondato di quasi un metro sopra il livello massimo (e in alcuni laghi a monte, come il Glafsfjorden, fino a 3 metri). All'epoca, il fiume Göta permise un deflusso di 1.100 m³/s per mesi, causando un grande rischio di frane. Attualmente esiste un tunnel per evacuare l'acqua tra Vänersborg e Uddevalla, considerato una soluzione di emergenza.
Durante la rivoluzione industriale nel XIX secolo fu un'importante via di comunicazione.